# Tanjung Ayun Sakti
Tanjung Ayun Sakti is een bestuurslaag in het regentschap Tanjung Pinang van de provincie Riau-archipel, Indonesië. Tanjung Ayun Sakti telt 11.994 inwoners (volkstelling 2010).